# Carcelia lena
Carcelia lena är en tvåvingeart som beskrevs av Rikhter 1980. Carcelia lena ingår i släktet Carcelia och familjen parasitflugor. Inga underarter finns listade i Catalogue of Life.